# 親書
親書（しんしょ）とは、自分（本人）自ら書き相手へ渡す文書を指す。
また、国家元首や政府首脳が相手国の元首や政府首脳に出す文書を指す。

## 概要
国際法上の明確な定義はないが、首脳自らの名前で送られるため、国際関係で局面を大きく転換する効果を発揮することもある重要な外交ツールと位置付けられている。送り手の首脳による直筆署名が入るため、首脳間の個人的な信頼関係の醸成のために出されるケースが多い。
就任祝いや災害見舞いなど儀礼的な内容である場合、二国間協力での謝意を伝えたり特定の政策について相手国に対して理解を求める等の二国間関係において重要なメッセージを伝える場合に用いられる。
親書を送付する方法としては、本国の外務省幹部から本国に駐在する外国大使館を通じて渡すケース、外国に駐在する特命全権大使が相手国の首脳等に直接届けるケース、政治家が外国訪問の際に特使として携えて相手国の首脳等に直接届けるケースがある。
天皇が外国の元首などに出す「ご親書」は宮内庁の文章専門員が毛筆で書くが、改竄防止のため上下の余白を残さない書き方となっている。

## リンク
- ご親書・ご親電 - 宮内庁